# Firefighter
Firefighter – singel gruzińskiej piosenkarki Nucy Buzaladze wydany 11 marca 2024 roku, nakładem wytwórni Stop Talking. Utwór reprezentował Gruzję w 68. Konkursie Piosenki Eurowizji.

## Lista utworów
| Digital download / media strumieniowe | Digital download / media strumieniowe | Digital download / media strumieniowe |
| Nr                                    | Tytuł utworu                          | Długość                               |
| ------------------------------------- | ------------------------------------- | ------------------------------------- |
| 1.                                    | „Firefighter”                         | 3:04                                  |

## Konkurs Piosenki Eurowizji
15 września 2023 gruziński nadawca Georgian Public Broadcaster (GPB) potwierdził udział w Konkursie Piosenki Eurowizji 2024. 12 stycznia 2024 ogłoszono, że wybrano Buzaladze do reprezentowania kraju w konkursie i zaproszono potencjalnych autorów do pisania tekstów piosenek dla reprezentantki. 14 lutego ogłoszono, że producent Darko Dimitrow pracuje z Nucą nad utworem. 